# Хыра, Анджей
Анджей Хыра (пол. Andrzej Chyra; род. 27 августа 1964) —  польский актер, член Польской киноакадемии и Европейской киноакадемии.  

## Биография
Анджей окончил среднюю школу, после чего в 1987 году  —  актёрский  факультет Театральной академии  имени Зельверовича в Варшаве. В 1994 году он специализировался в том же университете по режиссуре.  
Дебютировал в кино в 1993 году ролью Бенволло в фильме «Очерёдность чувств» Радослава Пивоварского. Самой крупной ролью, которая принесла ему признание, была роль  Новака в фильме Кшиштофа Краузе «Долг» 1999 года, за которую он был удостоен награды за лучшую мужскую роль на Польском кинофестивале в Гдыне. Успех повторился в 2005 году, когда он получил приз PFF Гдыни за роль в «Коморнике». Он также был номинирован в 2006 году за роль в фильме «Мы все христиане».  

## Избранная фильмография
1. 1993 — Очередность чувств — Бенволло
2. 1999 — Долг — Новак
3. 2002 — Ведьмак — Борх Три Галки
4. 2003 — Скажи, Габи — Борис
5. 2003 — Симметрия — Давид
6. 2004 — Тюльпаны — Пацан
7. 2005 — Коморник — Люциан Боме
8. 2006 — Одиночество в сети — Якуб
9. 2006 — Мы все христиане — Адась
10. 2006 — Палимпсест — Марек Еклевский
11. 2007 — Катынь — поручик Ежи
12. 2011 — Все, что я люблю — Отец Янека
13. 2011 — Земля забвения — Алексей
14. 2013 — Во имя — ксёндз Адам
15. 2013 — Билет в один конец на Луну — капитан самолёта Барчик
16. 2014 — Камни на шанец — майор Ян Войцех Киверский
17. 2016 — Соединенные штаты любви — Кароль
18. 2018 —  Один король — одна Франция — Клаудиуш Францишек Лазовский
19. 2020 — Доктор Лиза — Глеб Глинка
20. 2021 — Паркет — Герман